# TNA World Tag Team Championship
Le TNA World Tag Team Championship est un championnat de catch par équipes de la promotion américaine Total Nonstop Action Wrestling.

## Histoire

### Le début de la fédération
En 2002, Jeff Jarrett formait la NWA TNA, négociant en même temps une entente de licence avec la National Wrestling Alliance (NWA) qui lui garantissait les droits pour le NWA World Heavyweight Championship et le NWA World Tag Team Championship.
La TNA se séparait de la NWA en 2004, mais s'assurait le droit de continuer d'utiliser les deux titres de la NWA jusqu'en 2014. La TNA était permise d'utiliser les titres de la manière dont elle voulait, sans avoir l'aprobation requise des dirigeants de la NWA. Alors que ces titres restaient défendus dans plusieurs territoires et fédérations de la NWA, le contrôle des titres était exclusif à la TNA.

### Création des titres TNA
L'entente prenait fin le 13 mai 2007 quand la NWA et TNA s'entendaient pour mettre fin à leurs relations, la NWA retirait le titre aux champions NWA. La TNA continuait de reconnaître ses champions du monde comme des champions NWA jusqu'au 14 mai quand les nouveaux titres étaient créés et utilisés pendant les enregistrements télé. Le titre était officiellement dévoilé (sur le site de la TNA) le 15 mai.